# Pyrrharctia isabella
Pyrrharctia isabella, também conhecida como isabella tiger moth (traça-tigre isabella) ou woollybear, existente nos Estados Unidos e no sul do Canadá. Foi descrita pela primeira vez por James Edward Smith em 1797.

## Aparência
As larvas de treze segmentos são geralmente cobertas com pelos castanhos em suas regiões médias e pelos pretos em suas áreas anterior e posterior. Na luz solar direta, o pelo castanho parece marrom avermelhado brilhante. Os adultos são geralmente maçantes, amarelados e alaranjados, e têm tórax escamoso robusto; cabeças pequenas; e pernas dianteiras laranja-avermelhadas brilhantes. As asas têm manchas pretas esparsas.
As cerdas das larvas não injetam veneno e não são urticantes; eles normalmente não causam irritação, lesão, inflamação ou inchaço.  O manejo de larvas é desencorajado, no entanto, porque seus pelos espinhosos e pontiagudos podem causar dermatite em algumas pessoas. Quando perturbadas, as larvas se defendem rolando em bolas e permanecendo imóveis e rapidamente se arrastando para longe.

## Dieta
Esta espécie consome muitas espécies de plantas, incluindo ervas e árvores.

## Espécies relacionadas
Pesquisas têm mostrado que as larvas de uma traça relacionada, Grammia incorrupta (cujas larvas também são chamadas de "woollybears"), consomem folhas carregadas de alcaloides que ajudam a combater as larvas de moscas parasitas internas. Este fenômeno é dito ser "a primeira demonstração clara de automedicação entre insetos". Dentro da mesma família, as larvas da lagarta de jardim (Arctia caja) também são conhecidas como lagartas de lã e consomem uma dieta alcaloide semelhante a Grammia incorrupta.

## Na cultura

### Folclore
O folclore canadense e americano sustenta que as quantidades relativas de pelo castanho e preto em uma larva indicam a severidade do inverno que se aproxima. Acredita-se que, se a faixa marrom da Pyrrharctia isabella for larga, o clima de inverno será ameno, e se a faixa marrom for estreita, o inverno será severo. Em uma variação dessa história, a cor das listras prediz o clima de inverno, com faixas mais escuras indicando um inverno mais rigoroso. Na realidade, os filhotes de ovos do mesmo conjunto de ovos podem exibir uma variação considerável em suas faixas de cores, e a faixa marrom de uma larva tende a aumentar com a idade, à medida que muda. Outra versão dessa crença é que a direção em que uma Pyrrharctia isabella rasteja indica o clima de inverno, com a lagarta rastejando para o sul para escapar de um clima mais frio. Não há evidência científica para a previsão do tempo de inverno por Pyrrharctia isabella.

### Festivais Woollybear
Festivais Woollybear são realizadas em vários locais no outono.
- Vermilion, Ohio,em outubro, iniciado em 1973, o Woollybear Festival apresentou concursos de fantasia de Woollybear para crianças e animais de estimação e as corridas de lagarta 500 Wooly Bear.[9]
- Banner Elk, Carolina do Norte, começou em 1977, apresenta artesanato, comida e corridas. O vencedor da Woollybear estima o inverno para o inverno seguinte.[10]
- Beattyville, Kentucky, começo de 1987, chamado de "Woolly Worm Festival", apresenta comida, vendedores, música ao vivo e uma "Woolly Worm Race", em que as pessoas correm pelas cordas verticais da lagarta Woollybear.
- Lewisburg, Pensilvânia, no início do outono, iniciado em 1997, com artesanato para crianças, comida, jogos, um desfile de estimação e uma "Cerimônia de Prognóstico de Tempo".
- Oil City, Pensilvânia, Woolley Bear Jamboree, iniciado em 2008, apresenta "Oil Valley Vick" para prever o clima de inverno.[11]
- Lion's Head, Ontário, foi realizada há dois anos para rivalizar com Wiarton Willie.
- Little Valley, Nova Iorque realiza um "Woolley Bear Weekend" desde 2012.[12]